# Computersport
Computersport war ein in der Deutschen Demokratischen Republik (DDR) in den 1980er-Jahren geprägter Begriff für organisierte Formen der Nutzung von Heimcomputern als Freizeitbeschäftigung. Die entsprechenden Aktivitäten umfassten insbesondere regelmäßige Treffen aktiver Computernutzer zum Erfahrungsaustausch sowie darüber hinaus Fortbildungsveranstaltungen und Wettbewerbe.
Zuständig für die Betreuung des Bereichs Computersport war die Gesellschaft für Sport und Technik (GST), in der diesbezüglich neben anderen technischen Sportdisziplinen wie Amateurfunk und Funkpeilen eine eigenständige Sektion entstand. Entsprechende Gruppen existierten vor allem an Bildungs- und Freizeiteinrichtungen wie den Polytechnischen Oberschulen beziehungsweise den Erweiterten Oberschulen und den Pionierhäusern sowie an Berufs- und Hochschulen, die mit entsprechenden Computerkabinetten ausgestattet wurden. Ziel war die Vermittlung von Wissen zu Computerhardware bis hin zum Selbstbau von Computern sowie zur Nutzung und Eigenentwicklung von Software. Verwendet wurden insbesondere die 8-Bit-Kleincomputer der Baureihen KC 85/2–4 aus dem Kombinat Mikroelektronik Erfurt und KC 87 aus dem Kombinat Robotron, die in der DDR ab dem Beginn der 1980er-Jahre für Privatanwender verfügbar waren. Die wichtigste Veröffentlichung im Bereich Computersport war die von der GST monatlich herausgegebene Zeitschrift Funkamateur.
Wettbewerbe im Computersport gab es in Form sogenannter Programmierolympiaden, bei denen beispielsweise innerhalb einer bestimmten Zeit Computerprogramme zu vorgegebenen Aufgabenstellungen zu entwickeln waren oder Fehler in vorhandenen Programmen gefunden werden sollten.